# Marie Pélissier
Marie Pélissier (ou Pellicier, née Marie-Jeanne Casseneau en 1707 et décédée à Paris le 21 mars 1749, est une chanteuse d’opéra française.
Elle débute à Rouen où elle épouse, le 2 septembre 1723, Bernardin Pélissier, alors directeur du théâtre de cette ville.
Arrivée à Paris avec son mari, ruiné, elle débute au Concert Spirituel en 1726 et joue les premiers rôles, notamment dans les opéras de  Jean-Philippe Rameau. Elle y subira la concurrence redoutable de Nicole Le Maure.
Elle fut la maîtresse de François Francœur et collectionna les aventures amoureuses, jusqu’à sa retraite en 1741.